# Tour de Grecia
El Tour de Grecia (oficialmente: Tour of Hellas; en greco: Διεθνής Ποδηλατικός Γύρος Ελλάδας) es una carrera ciclista por etapas de Grecia.
Se comenzó a disputar en 1968 llamado "Trofeo de las Antigüedades" o "Tour de las Antigüedades" aunque su siguiente edición no fue hasta 1981 ya como Tour de Grecia y como carrera amateur. A partir de 1987 se abrió a corredores profesionales pero pudiendo competir también corredores amateur: primero dentro de la categoría open,  después la mayoría de ediciones en la categoría 2.5; y finalmente, desde la creación de los Circuitos Continentales UCI en 2005 forma parte del UCI Europe Tour, dentro de la categoría 2.2 (última categoría del profesionalismo). La carrera ha sufrido varios parones dejándose de disputar durante muchos años. En 2011 se volvió a disputar.
La carrera se disputaba durante el mes de abril, en 2012 se corrió en mayo y desde entonces estuvo diez años sin celebrarse hasta su regreso al calendario internacional en 2022.

## Palmarés
En amarillo: edición amateur.
| Año       | Ganador                 | Segundo                 | Tercero                 |
| --------- | ----------------------- | ----------------------- | ----------------------- |
| 1968      | Gerhard Nielsen         | Guido Van Damme         | Břetislav Souček        |
| 1969-1980 | ediciones no realizadas | ediciones no realizadas | ediciones no realizadas |
| 1981      | Kanellos Kanellopoulos  | Evaggelos Papadakis     | Ilias Kelesidis         |
| 1982      | Henri Manders           | Pascal Kolkhuis Tanke   | Dragic Borovicanin      |
| 1984      | Asiat Saitov            | Korolkov                | Vassili Jdanov          |
| 1985      | Ivan Romanov            | Marat Ganeev            | Vassily Chpoundov       |
| 1986      | Roland Königshofer      | Kanellos Kanellopoulos  | Stancho Stanchev        |
| 1987      | Olaf Jentzsch           | Kanellos Kanellopoulos  | Jan Schur               |
| 1988      | Gintautas Umaras        | Michel Zanoli           | Dan Radtke              |
| 1989      | Frank Kühn              | Jan Schur               | Bandera de ?            |
| 1990-1997 | ediciones no realizadas | ediciones no realizadas | ediciones no realizadas |
| 1998      | Thomas Liese            | Hristo Zaikov           | Matthew Stephens        |
| 1999-2001 | ediciones no realizadas | ediciones no realizadas | ediciones no realizadas |
| 2002      | Fraser Mac Master       | Philippe Schnyder       | Adam Gawlik             |
| 2003      | Vasileios Anastopoulos  | Svetoslav Tchanliev     | Ioannis Tamouridis      |
| 2004      | Assan Bazayev           | André Schulze           | Maxim Iglinskiy         |
| 2005      | Valeriy Dmitriyev       | Alexandr Dymovskikh     | Nebojša Jovanović       |
| 2006      | Pavel Brutt             | Vladimir Koev           | René Andrle             |
| 2007-2010 | ediciones no realizadas | ediciones no realizadas | ediciones no realizadas |
| 2011      | Stefan Schäfer          | Ioannis Tamouridis      | Markus Fothen           |
| 2012      | Robert Vrečer           | Davide Rebellin         | Ioannis Tamouridis      |
| 2013-2021 | ediciones no realizadas | ediciones no realizadas | ediciones no realizadas |
| 2022      | Aaron Gate              | Lennert Teugels         | Mark Stewart            |
| 2023      | Iúri Leitão             | Aaron Gate              | Stanisław Aniołkowski   |
| 2024      | Riccardo Zoidl          | Hermann Pernsteiner     | Valerio Conti           |
| 2025      | Harold Martín López     | Anton Schiffer          | Adrien Maire            |

## Palmarés por países
| País                    | Victorias |
| ----------------------- | --------- |
| Unión Soviética + Rusia | 4         |
| Alemania                | 4         |
| Grecia                  | 2         |
| Kazajistán              | 2         |
| Austria                 | 2         |
| Dinamarca               | 1         |
| Países Bajos            | 1         |
| Australia               | 1         |
| Eslovenia               | 1         |
| Nueva Zelanda           | 1         |
| Portugal                | 1         |
| Ecuador                 | 1         |